# ダーモット・チチェスター (第7代ドニゴール侯爵)
第7代ドニゴール侯爵ダーモット・リチャード・クロード・チチェスター（英語: Dermot Richard Claud Chichester, 7th Marquess of Donegall,LVO、1916年4月18日 - 2007年4月19日）は、イギリス及びアイルランドの貴族、政治家、陸軍軍人。

## 経歴
1916年4月18日、第4代テンプルモア男爵アーサー・チチェスターとその妻クレア（第7代ポーズコート子爵マーヴィン・ウィンフィールドの娘)の間の長男として生まれる。テンプルモア男爵家は初代ドニゴール侯爵アーサー・チチェスターの三男スペンサー・チチェスター卿の子孫にあたる。
1936年に国王所有第7軽騎兵連隊に入隊し、第二次世界大戦に従軍。中東やアフリカで戦ったが、捕虜になった。
1953年10月2日に父の死により第5代テンプルモア男爵位を継承し、貴族院議員に列し、1999年11月11日の貴族院改革まで議席を維持した。
1975年5月24日には本家筋の第6代ドニゴール侯爵エドワードー・チチェスターが子供なく死去したため、もっとも血縁が近い分家である彼が第7代ドニゴール侯爵位を継承した。
2007年4月19日にアイルランド・ウェックスフォード県で死去した。

## フリーメイソンでの活動
1953年にフリーメイソンのプリオリー・ロッジに加入した。1961年に同ロッジのマスターに就任。その後、メリディアン・ロッジNo12やロイヤル・シャムロック・ロッジNo32に参加した。1965年には南東県のグランドマスター代理となった。1981年12月からアイルランド・グランドロッジ・グランドマスターに就任し、以降11年にわたって在職した。

## 栄典

### 爵位
- 1953年10月2日、第5代ドニゴール県におけるテンプルモアのテンプルモア男爵(1831年創設連合王国貴族爵位)
- 1975年5月24日、第7代ドニゴール侯爵(1791年創設アイルランド貴族爵位)
- 1975年5月24日、第11代ドニゴール伯爵(1647年創設アイルランド貴族爵位)
- 1975年5月24日、第7代ベルファスト伯爵(1791年創設アイルランド貴族爵位)
- 1975年5月24日、第12代アントリム県におけるキャリクファーガスのチチェスター子爵(1625年創設アイルランド貴族爵位)
- 1975年5月24日、第7代スタッフォード県におけるフィッシャーウィック男爵(1790年創設グレートブリテン貴族爵位)
- 1975年5月24日、第12代アントリム県におけるベルファストのチチェスター男爵(1625年創設アイルランド貴族爵位)[1]

### 勲章
- 1986年、ロイヤル・ヴィクトリア勲章ルテナント(LVO)[1]

## 家族
1946年に第7代ダートマス伯爵ウィリアム・レッグの娘ジョセリンと結婚し、彼女との間に以下の3子を儲ける。
- 第1子(長女)ジェニファー・イヴェリン・チチェスター (1949-2013)
- 第2子(長男)アーサー・パトリック・チチェスター（英語版） (1952-) ： 第8代ドニゴール侯爵位を継承
- 第3子(次女)ジュリエット・クレア・チチェスター (1954-)